# Scotopteryx cinnamomea
Scotopteryx cinnamomea är en fjärilsart som beskrevs av Louis Beethoven Prout. Scotopteryx cinnamomea ingår i släktet backmätare, och familjen mätare. Inga underarter finns listade.